# Unča
Unča (angleško: avoirdupois, ounce) je enota za maso, enaka 28,35 g. Definirana je v okviru avoirdupois masnega sistema, po katerem je 1 avoirdupois funt enak 16 avoirdupois unčam. Ime avoirdupois izhaja iz francoskega izraza »aveir de peis« in pomeni »blago po teži«, nanašajoč se na blago, ki je bilo prodano glede na njegovo težo (in ne npr. količino).
Mednarodna avoirdupois unča je točno 28.349523125 gramov.